# أنا (روبوت)
أنا، روبوت (بالإنجليزية: I، Robot)‏ هي مجموعة قصص خيال علمي من تأليف إسحاق أسيموف نشرت الطبعة الأولى منها 5000 نسخة. نشرت هذه القصص لأول مرة في المجلتين الأمريكيتين سوبر ساينس فيكشن ستوريز وأستاوندنج ساسنس فيكشن ما بين الأعوام 1940 و1950. رغم أنه يمكن قراءة القصص بشكل منفصل فإنها تتشارك في شخصياتها وموضوعاتها حول أخلاقية الروبوتات وعند جمعها فهي تشكل سردا لتاريخ علم الروبوتات كما نسجه خيال أسيموف.
في عدد من القصص توجد شخصية د. سوزان كلفين، عالمة نفس الروبوتات الرئيسية في شركة يو إس روبوتس أند ميكانيكال من، المصنع الرئيسي للروبوتات. قبيل نشر المجموعة القصصية قام أسيموف بكتابة إطار يعرض القصص كأنها تقص ذكرياتها على صحفي يجري مقابلة معها حول عملها، خاصة بما يتعلق بتصرفات روبوتات غربية، واستخدام «علم نفس الروبوتات» لحلها. يحوي الكتاب أيضا قصة يستعرض فيها لأول مرة أسيموف ثلاث قوانين الروبوتات المشهورة. من الشخصيات الأخرى التي تظهر في المجموعة هم باول ودونوفان، طاقم فحص الروبوتات.
في عام 2004 عرض في السينما فيلم بعنوان أنا روبوت من بطولة ويل سميث. أحداث الفيلم لم تستمد من أي قصة من كتاب أسيموف لكنه حوى بعض العناصر المتفرقة من قصة «روبوت صغير مفقود» ومن قصص أخرى كما أنه استخدم بعض الشخصيات من القصص واستلهم أفكار أسيموف حول الروبوتات ومن ضمنها قوانين الروبوتات الثلاثة.

## روابط خارجية
- أنا، روبوت على موقع الموسوعة البريطانية (الإنجليزية)